# The Mojo
A Mojo egy 2011-ben Budapesten alakult magyar blues együttes, zenéjében a tradicionális blues, a hatvanas évek beat, country, jug illetve a későbbi korok pop dallamainak világát ötvözi, esetenként jazzes, sajátos hangvétellel. 2018 novemberig Mojo WorKings néven léptek fel, ekkor nevüket The Mojo-ra változtatták. 

## Története
Első fellépéseikre a budapesti Fat Mo's pubban és a Nothing But The Blues kocsmában, valamint a Picasso Pointban került sor.
A zenekar leginkább trióként működik. Gyakran használnak Magyarországon még kevéssé ismert, de másutt tradicionálisnak számító hangszereket: diddley bow-t, stompboxot, extra harmonikákat (pl. harmonettát és polyphoniát), ukulelét, washboardot, kazoot, hangzásvilágukban mégis a háromszólamú ének a legjellegzetesebb.
A Mojo rendszeresen fellép a budapesti blues koncertek legreprezentatívabb helyszínein és országos fesztiválokon, gyakran megfordulnak vidéki városok klubjaiban és a legtöbb helyen visszatérő vendégek.
Külföldi fellépéseik közül említésre méltó Dánia, Finnország, Franciaország, Németország, Olaszország, Szerbia és Szlovákia.
2016 áprilisában 21 európai fellépő között ők képviselték Magyarországot a European Blues Union által szervezett, 6. European Blues Challenge-en. A helyszín Torrita di Siena volt, Olaszországban.
A Mojo Workings 2016 nyarán a Kobuci kertben ünnepelte rajongó táborával 5 éves fennállását.
Újabb nemzetközi sikert értek el 2018 júniusban, amikor felkerült a "Long Step" c. albumuk a norvég iTunes blues eladási listára, első helyen.
A 2020-2021-es Covid-járvány miatt elmaradt fellépések után 2021 júniusában egy budapesti panoráma hajón – az évek során törzsgárdává alakuló rajongó tábor részvételével – megtartották 10 éves fennállásuk jubileumi koncertjét.
A "The Mojo" nevében a mojo feltehetően utalás Muddy Waters „Got My Mojo Working” c. híres blues sztenderdjére, de szélesebb értelemben egy hivatkozás a blues zenészek által gyakran megénekelt mágikus tárgyra.

## Tagjai
- Honfi Imre Olivér (ének, elektromos gitár, hawaii gitár, cigarbox, akusztikus gitár, diddley bow)
- Horváth János (ének, akusztikus gitár, stompbox)
- Szabó Tamás (ének, szájharmonikák, basszus harmonika, harmonetta, polyphonia)

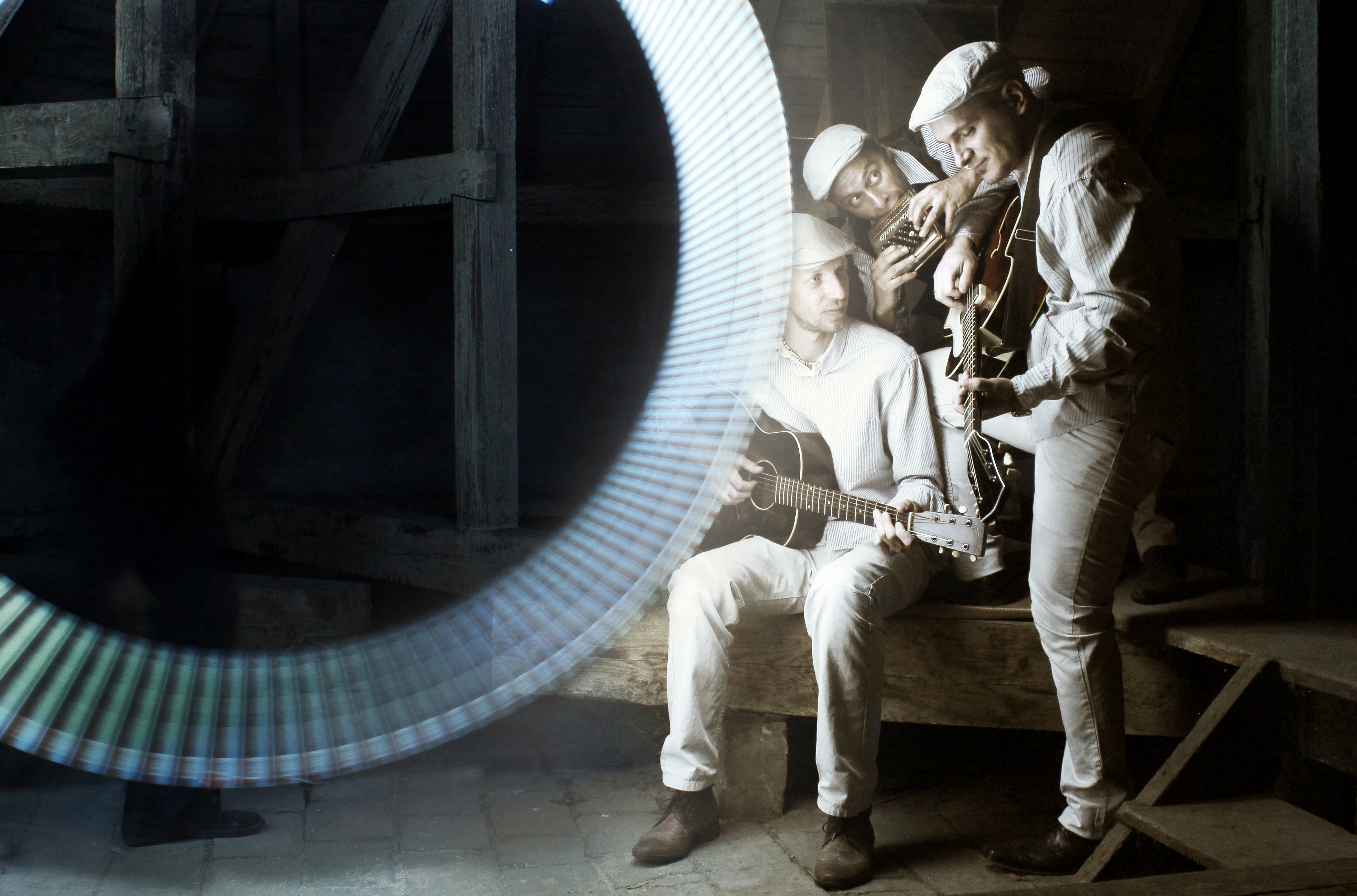
A Mojo WorKings 2013-ban

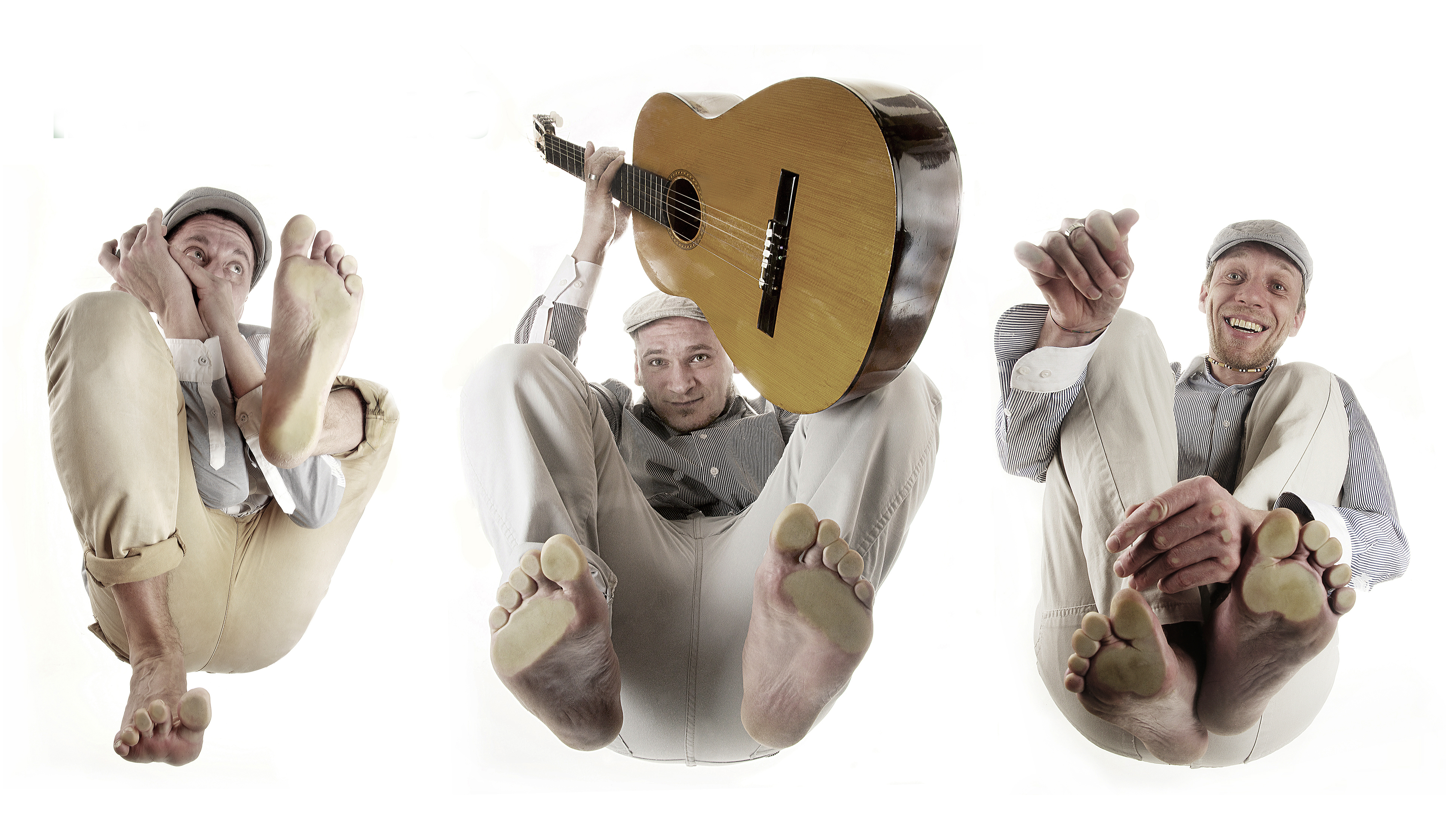
A Mojo WorKings 2014-ben

2024-ben az együttes változtatott felállásán. Pengő Csaba (nagybőgős) és Mezőfi "Fifi" István (dobos) helyett Mazura János (tuba) és Blaskó György (dobos) játékával egészül ki időnként a Mojo triója. Mazura már korábban is szerepelt vendégként a Mojo lemezein, de hangmérnökként is hozzájárult a "Back in the Day" c. CD felvételeihez.
Honfi Imre Olivér gimnáziumi évei alatt kezdett zenélni (gitáron és szájharmonikán). 2001-ben a Kőbányai Zenei Stúdióban végzett basszusgitár szakon. 2003-ban hangmesteri képesítést szerzett az Oktopus Multimédia Intézetben. 2007-ben „Basszusgitár hangszeres tánczenész” szakon megszerezte az „A” kategóriát, majd 2008-2012 között főleg külföldön zenélt. A „Macskaköröm” formációban találkozott Horváth Jánossal és megalapították a Ho-Ho Band-t.
Főbb zenekarok, melyekben játszott: Keszon (1994- ), A.T.P. (1996-2010), Blues Condition (1998-2002), Old Reflex (1998-2016), Ádám Éva (Neoton 2000-2002), Anna and the Barbies (2004-2006), Vendéglátó :) (2006-2012), Blues.hu (2012-), B.B. and the George Can Play (2013-), Mojo (2011-).
Horváth János 6 évesen kezdte a gitározást, 10 évig járt zeneiskolába klasszikus gitárt tanulni. Könnyűzenét autodidakta módon kezdett játszani. A blueszal akkor találkozott először, amikor meghallotta Eric Clapton „Unplugged” lemezét. A hatás nem maradt el, első saját alapítású zenekara „Slowhand” néven egy tribute zenekar volt. A basszusgitáros Hernádi Dávid invitálására tagja lett a Márai Sándor Füves Könyvét megzenésítő „Macskaköröm” formációnak, itt ismerkedett meg Honfi Imre Olivérrel. Együtt muzsikált még Jonathan C. Nelsonnal, a hazánkba költözött amerikai énekes-gitárossal is. Pár évvel később azután Olivérrel kezdtek duóban játszani Ho-Ho Band néven, egyik koncertjükre vendégként meghívták Szabó Tamást. Néhány alkalomnyi örömzenélés után elkezdtek közösen dolgozni, melynek eredményeként megszületett a Mojo WorKings. 2013-ban az Anna and the Barbies vendége volt néhány akusztikus koncert erejéig.
Szabó Tamás már több, mint 30 éve jelentős szerepet játszik a blues zene, illetve a szájharmonika hazai elismertetésében. Művészetét jellemzik a kapott elismerések, mint a Hohner World Championship, outstanding megosztott 5. hely 1993-ban, az eMeRTon-díj a Palermo Boogie Gang-el szintén 1993-ban és az Artisjus-díj 2009-ben.
Az alábbi zenekarokban játszott:
- Udvari Bolondok Zenekar 1985-1987
- Palermo Boogie Gang 1986-2013
- Bisztró Blues Band 1988-1993
- Spo-Dee-O-Dee 1997-2005
- Taylor’s Clothes 1999-2002
- Largo Cammino 2007-2009

Számos alkalommal lépett fel hazai popsztárokkal koncerteken és lemezeken egyaránt, mint pl. Presser Gábor, Zorán, Lerch István, Balázs Fecó, Szentpéteri Csilla, Császári Gergő, Balkan Fanatic, Quimby, Hobo Blues Band, Bon-Bon és Charlie. Duóban is gyakran játszik Fekete Jenővel, Nemes Zoltánnal és Long Tall Sonnyval.
Pályafutása során számtalan neves, világszerte elismert művésszel koncertezett, mint pl. Larry Garner, Big Jay McNeely, Erik Trauner, Louisiana Red, Champion Jack Dupree, Ripoff Raskolnikov, Blues Wire, Raw Hide, „Sir” Oliver Molly, Mark Hummel, Vince Weber, Shemekia Copeland, Big Pete, Carey Bell, Homesick Mac, Hary Wetterstein, Michael Pewny, Eb Davis, Monty Waters, Ronald Abrams, Chris Peterka, Tim Lothar, Erwin Helfer and Chicago All Stars, Carlos del Junco, Magic Slim.
A ‘Blues with the Feeling’ c. könyv 1993-as I. (Neuma Kiadó) és 1997-es II. kiadásának (Simonffy kiadó) egyik szerzője, egyben szerkesztője is. A könyv szájharmonika-iskolaként jelent meg. A Mojo előtti időszakának fontosabb lemezei a Magyar szájharmonikás honlapon érhetők el.

## Diszkográfia
- 1. "Back in the Day” – (2012. Kiadó: MMM Records MMMCD 2012/03)

Közreműködött:

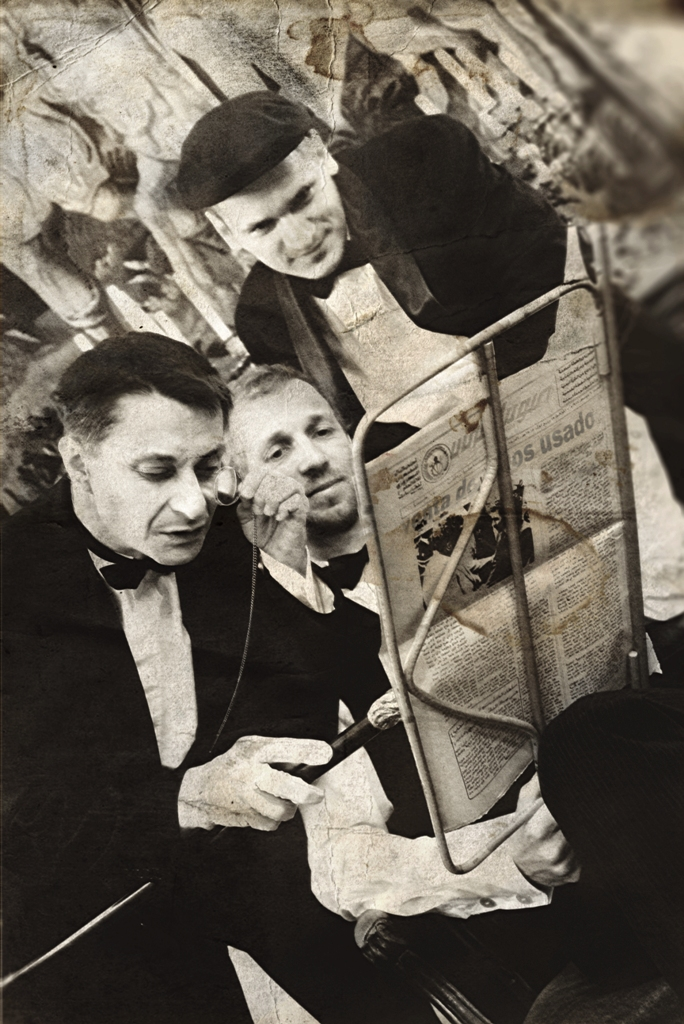
Mojo WorKings 2015-ben

- Honfi Imre Olivér – ének, gitárok, diddley bow
- Horváth János – ének, dobro gitár, stompbox
- Szabó Tamás – ének, harmonikák, harmonetta, polyphonia
- Mazura János – tuba
- Mezőfi „Fifi” István – dob
- Nagy Anita Zsófia – szöveg

- Szabó Csobán Gergő – bőgő

- 2. „Long Step” – (2015. Kiadó: Mojo WorKings MWCD2015)

Közreműködött:
- Honfi Imre Olivér – ének, elektromos és akusztikus gitár, ukulele, cigarbox gitár
- Horváth János – ének, akusztikus és elektromos gitár
- Szabó Tamás – ének, harmonikák, polyphonia, harmonetta, kazoo
- Pengő Csaba – nagybőgő, vokál
- Mezőfi „Fifi” István – dob, ütőhangszerek, washboard, vokál
- Vendég: Little G. Weevil – ének és elektromos gitár

- 3. „Just Another Button” – (2016. Kiadó: Mojo WorKings MWCD2016)

Közreműködött: 
- Honfi Imre Olivér – ének, elektromos gitár, diddley bow, dobro gitár
- Horváth János – ének, akusztikus gitár, stompbox
- Szabó Tamás – ének, harmonikák, kazoo, polyphonia, harmonetta
- Pengő Csaba – bőgő, vokál
- Mezőfi „Fifi” István – dob, vokál, szájtrombita

- 4. „Travelling Blues Nights” – (2017. Kiadó: Tim Lothar TLPCD005)

A Mojo WorKings közös lemeze a dán Tim Lothar énekes gitárossal.
Közreműködött: 
- Tim Lothar – ének, gitárok, stompbox
- Honfi Imre Olivér – ének, elektromos gitár, hawaii gitár
- Horváth János – ének, akusztikus gitár
- Szabó Tamás – ének, harmonikák, harmonetta

- Mezőfi „Fifi” István – dob
- Vendég: Mazura János – tuba

- 5. "Old Cinema Session" – (2020. Kiadó: Tim Lothar TLPCD08)

The Mojo közös lemeze a dán Tim Lothar énekes gitárossal.
Közreműködött:
- Tim Lothar – ének, dobro gitár
- Szabó Tamás – harmonikák
- Honfi Imre Olivér – elektromos gitár
- Mezőfi István – dob, washboard
- Pengő Csaba – bőgő
- Horváth János – akusztikus gitár

- 6. "Mojo" – (2020. Kiadó: The Mojo MCD 2020-1)

Közreműködött:
- Honfi Imre Olivér – ének, háttérvokál, elektromos gitárok, cigarbox gitár
- Horváth János – ének, háttérvokál, akusztikus és elektromos gitárok
- Szabó Tamás – ének, háttérvokál, harmonikák, basszusharmonika
- Pengő Csaba – basszusgitár
- Mezőfi István – dob

- 7. "The Best Is Yet Come" - (2025. Online - Dalok.hu)

Közreműködött:                                                                                                                         
- Blaskó György - dob,ütőhangszerek

- Honfi Imre Olivér - ének, elektromos gitárok, mandolin
- Horváth János - ének, akusztikus gitárok
- Mazura János - tuba, mellofon

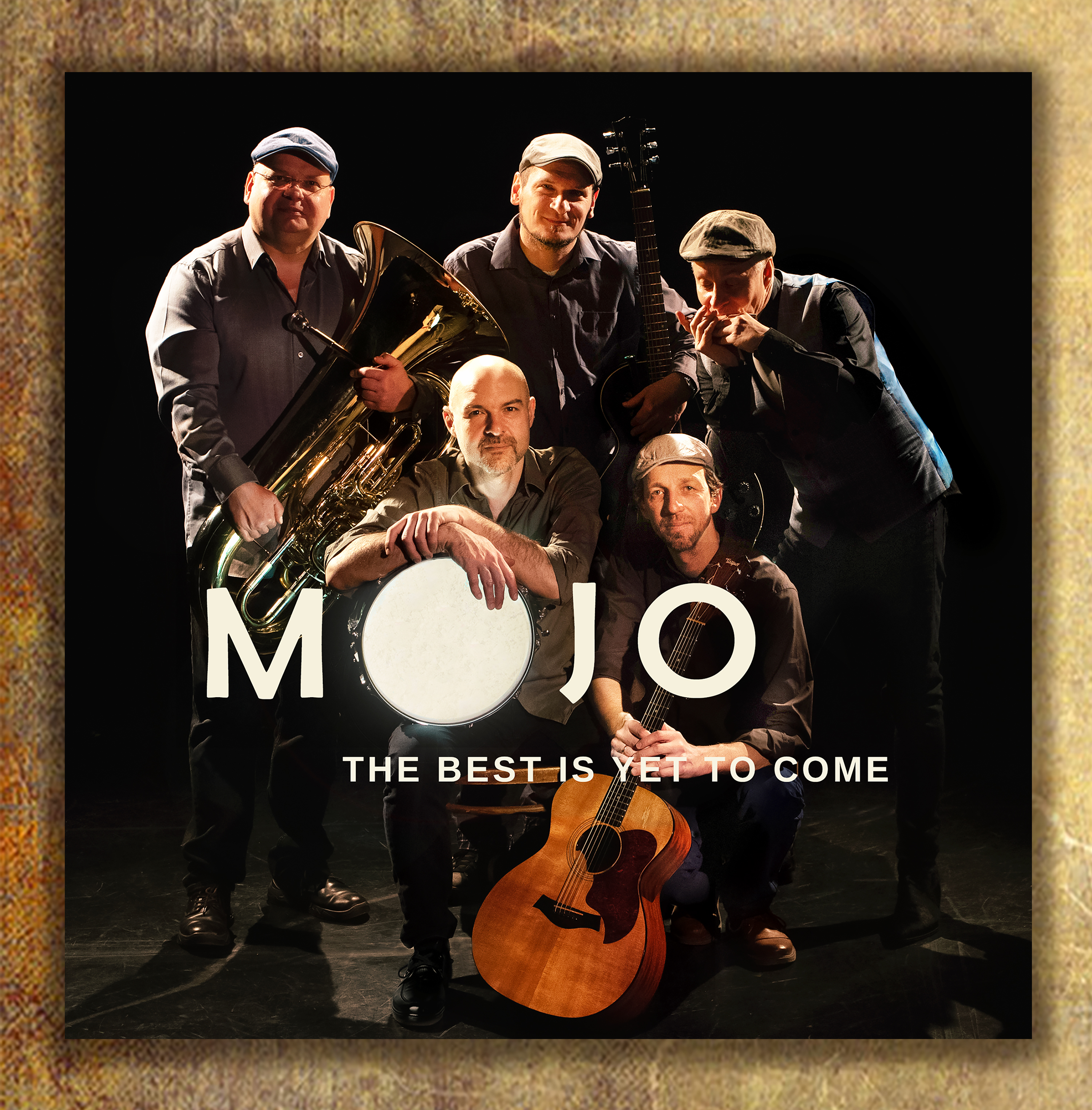

- Szabó Tamás - ének, szájharmonikák

Megj.: Producer: Honfi Imre Olivér, The Mojo
Felvétel: Mazura János
Keverés/mastering: Mazura János
Borító fotó: Nagy János
Borító utómunka: Szabó Tamás